# Милан Марковић Лика
Милан Марковић Лика (Дубрава, код Госпића, 14. јул 1906 — Магарчевац, Петрова гора, 14. мај 1942), учесник Народноослободилачке борбе и народни херој Југославије.

## Биографија
Рођен је 14. јула 1906. године у селу Дубрава код Госпића, у сиромашној земљорадничкој породици. Након завршетка основне школе, отишао је у Загреб и запослио се као радник у предузећу Загребачки електрични трамвај.
Био је члан синдиката, а члан Комунистичке партије Југославије постао је 1939. године.
Учесник Народноослободилачке борбе је од 1941. године. Радио је на организовању ослобађања ухапшених комуниста из логора Керестинец. По задатку се у јесен 1941. пребацио из Загреба на Кордун. Осмог фебруара 1942. године постао је организациони секретар Котарског комитета КПХ за котар Цазин, након његовог оснивања.
Убрзо је по задатку био упућен у Други кордунашки одред и постављен за политиког комесара Ударне чете тог одреда.
Погинуо је 14. маја 1942. године у јуришу током пробијања обруча, који је усташко-домобрански Утињски здруг формирао око делова Првог и Другог кордунашког одреда на Петровој гори.
Указом председника Федеративне Народне Републике Југославије Јосипа Броза Тита, 24. јула 1953. године, проглашен је за народног хероја.